# Света Варвара (Мелник)
„Света Варвара“ е средновековна църква в град Мелник, България, част от Неврокопската епархия на Българската православна църква.

## Местоположение
Храмът е разположен в североизточната част на града, под Кордопуловата къща.

## История
Църквата не е датирана, но вероятно е изградена в ХІІІ – ХІV век. Според предания е била семеен храм на Кордопулови. В 2008 година са направени археологически разкопки, които на 0,6 m дълбочина разкриват цветни парчета стенопис. В 1864 година е обновена и разширена.
Църквата е сред петте храма, които оцеляват при изгарянето на Мелник в 1913 година заедно със „Свети Антоний“, „Свети Йоан Предтеча“, „Св. св. Петър и Павел“ и „Свети Николай“.

## Архитектура
Представлява трикорабна, едноапсидна псевдобазилика. Днес са запазени единствено стените и апсидата при олтарното пространство.
През юли 1915 година Богдан Филов посещава Мелник и пише за църквата:
| „ | „Св. Варвара“ в източната част на града, голяма и хубава църква с хубав дървен таван, правена 1842 г. и изографисана в 1881 г.; обикновена базилика с 2 реда колони по 4 в ред. Разграбена от Сандански, за да украси Роженския манастир. | “ |

Църквата има добра акустика и в нея се устройват камерни концерти.